# Phyllophila venerica
Phyllophila venerica là một loài bướm đêm trong họ Noctuidae.